# ریکاردو د ماژیستریس
ریکاردو د ماژیستریس (انگلیسی: Riccardo De Magistris؛ زادهٔ ۲ ژوئن ۱۹۵۴) بازیکن واترپلو اهل ایتالیا است.